# Ліцен
Ліцен (нім. Liezen) — місто в Австрії, у федеральній землі Штирія.
Центр округу Ліцен. Населення становить 8191 особа (на 1 січня 2018 року). Займає площу 92,11 км². Лежить на річці Енс.